# جزيرة السلاحف (هايتي)
جزيرة السلاحف أو تورتوجا آيلاند (بالإنجليزية: Tortuga Island)‏ هي بلدية أو مدينة من مدن هايتي. وهي جزيرة كاريبية منفصلة تقع قبالة الساحل الشمالي الغربي لهيسبانيولا، تعتبر من ضمن مناطق بورت دي بيا في الإدارة الشمال غربية، يبلغ عدد سكانها 25,936 نسمة وذلك حسب إحصائيات سنة 2003. يبلغ ارتفاع المدينة عن سطح البحر قرابة 459 متر. تبلغ مساحتها 180 كم².
في القرن السابع عشر، كانت تورتوجا ملاذا ومركزا رئيسيا للقرصنة في منطقة البحر الكاريبي. جعلت السياحة والإشارة في العديد من الأعمال تورتوجا واحدة من المناطق الأكثر شهرة في هايتي.

## التاريخ
كان أول الواصلين الأوروبيين للجزيرة هم الإسبان عام 1492م خلال أول رحلات كرستوفر كولومبوس إلى العالم الجديد. في 6 ديسمبر 1492 دخلت ثلاث سفن إسبانية «الممر المواجه للريح» الذي يفصل بين كوبا وهايتي. عند شروق الشمس لاحظ كولومبس ملامح جزيرة تبينت من الضباب. وقيل أنه اختار اسم تورتوجا "Tortuga" لأن الشكل ذكره بشكل صدفة السلحفاة "turtle's shell".
إستوطِنَت تورتوجا في الأصل من قبل بعض المستعمرين الإسبان. في العام 1625 وصل المستوطنون الإنجليز والفرنسيين إلى تورتوغا بعد أن كانوا قد خططوا أول الأمر إلى استيطان هيسبانيولا. هوجِم هؤلاء في 1629 من قبل المستوطنون الإسبان بقيادة دون فادريك دي توليدو، الذي حصن الجزيرة وطرد الفرنسيين والإنجليز. في حين غادر معظم الجيش الإسباني إلى هيسبانيولا للقضاء على المستعمرين الفرنسيين هناك، عاد الفرنسيين عام 1630 لاحتلال القلعة ووسعوا التحصينات الإسبانية.
من العام 1630 قُسِمت تورتوجا إلى مستعمرات فرنسية وإنجليزية مما سمح للقراصنة باستخدام الجزيرة كقاعدة رئيسية لعملياتهم. في عام 1633، تم استيراد دفعة أوائل العبيد من أفريقيا للمساعدة في المزارع. لكن إنتهى استخدام العبيد خلال عام 1635.بسبب خروج العبيد عن السيطرة في الجزيرة، إضافة لوجود خلافات بين الإنجليز والفرنسيين.
في عام 1635، استعاد الإسبان الجزيرة من الإنجليز وطردوهم منها، إحتل الإسبان المستعمرات الإنجليزية والفرنسية بسرعة للمرة الثانية، ليغادروا بعدها بسبب أن الجزيرة كانت صغيرة لتكون ذات أهمية كبرى، مما سمح بعودة القراصنة الإنجليز والفرنسيين. عاد الإسبان للمرة الثالثة لاستعادة الجزيرة، والتخلص من كل الفرنسيين والهولنديين المستوطنين حديثا. حيث احتل الإسبان الجزيرة، ولكن هذه المرة تم طردهم من قبل المستعمرين الفرنسيين والهولنديين في عام 1640، حيث بنى الفرنسيين في هذا الوقت حصن دي روشيه في ميناء طبيعي. مكن هذا الحصن الفرنسيين من هزيمة قوات الغزو الإسباني في العام التالي. 

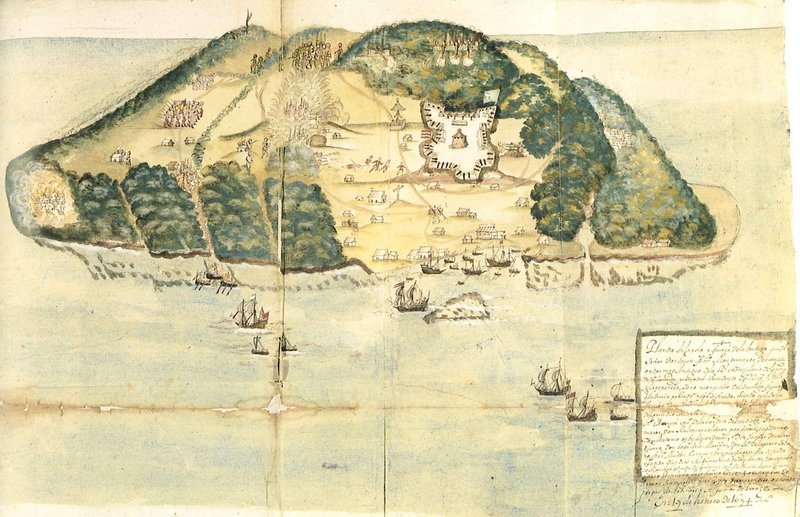
لوحة لتورتوجا من القرن السابع عشر.

بحلول عام 1640 كان قراصنة تورتوجا يطلقون على أنفسهم تسمية إخوة الساحل. كان هؤلاء القراصنة يتكونون من الرجال الإنجليز والفرنسيين مع عدد قليل من الهولنديين. وفي 1654 قام الإسبان باحتلال الجزيرة للمرة الرابعة والأخيرة.
في العام 1655 تم إعادة احتلال تورتوجا من قبل الإنجليز والفرنسيين، في عام 1660 عيّن الإنجليز الفرنسي جيريمي ديشان محافظا والذي الذي أعلن ملكاً لفرنسا، وأنشأ الألوان الفرنسية، وهزم عدة محاولات للإنجليز لاستعادة الجزيرة.
بحلول عام 1670 كان عصر القراصنة في تراجع، حيث تحول العديد منهم إلى قطع الخشب والتجارة به كمصدر للدخل.